# Anabasis (Boudewijn Büch)
Anabasis is het eerste reisverslag dat door Boudewijn Büch werd geschreven.
Het werd in een schoolschrift genoteerd op 27 oktober 1966 en bestond uit twee pagina's. Boudewijn had het reisverslag naar het tijdschrift Neo-Ter gestuurd, dat het in maart 1967 publiceerde. De eerste publicatie van Boudewijn Büch vond in oktober 1966 bij hetzelfde tijdschrift plaats en ging om een gedicht genaamd O en A (voor N). Anabasis is in 1994 opnieuw uitgegeven in een oplage van 33 exemplaren.